# Zdanie egzystencjalne
Zdanie egzystencjalne – zdanie, w którym informuje się o istnieniu danej rzeczy, osoby bądź zjawiska w pewnych okolicznościach. W różnych językach przyjmuje różne struktury; może być wprowadzane specjalną konstrukcją, jak np. w języku angielskim, bądź też przypadkiem jak w języku fińskim.

## Zdanie egzystencjalne w języku angielskim
Wprowadzane jest przez konstrukcję there is – there are:
There is a pig in the garden. – W ogrodzie jest świnia.
There is no water on the Moon. – Na Księżycu nie ma wody.
Ponieważ definicja ta jest ściśle syntaktyczna, zdaniem egzystencjalnym nie nazwiemy zdania o jednakowym znaczeniu:
A pig is in the garden. – W ogrodzie jest świnia.
Gary Milswark zaproponował inną definicję zdania egzystencjalnego w języku angielskim. Będą to zdania rozpoczynające się od there, które mówią o istnieniu zbioru obiektów, przy założeniu, że jest to zbiór niepusty. Wtedy do zdań egzystencjalnych zaliczymy także na przykład:
There were several people dead in the school shooting. – Kilka osób zginęło w trakcie szkolnej strzelaniny.
There ensued a quarrel. – Wywiązała się kłótnia.

## Zdanie egzystencjalne w języku fińskim
Zwykle zaczyna się od okolicznika miejsca: Kadulla on auto (na ulicy jest samochód). Gdy w grę wchodzi nieoznaczona liczba (ilość) desygnatu, występuje partitivus:
Lasissa on olutta – W szklance jest piwo (jakaś ilość).
Poikia juoksee pihalla – Po podwórku biegają (jacyś) chłopcy.

## Zdanie egzystencjalne w języku francuskim
Konstrukcja informująca o istnieniu to w języku francuskim il y a. Konstrukcja il y a oparta jest na zaimku il (on) i III osobie czasownika avoir→ a (ma). Czynnikiem wprowadzającym relację istnienia jest zaimek y, który w tym przypadku sugeruje obecność desygnatu w konkretnym miejscu.

## Zdanie egzystencjalne w języku niemieckim
Cechą niemieckiego zdania egzystencjalnego jest es gibt. Pierwotne znaczenie czasownika geben, którego III os. lp. brzmi es gibt to dawać. W tej strukturze istnieniu nadano sens przenośny: "natura bądź opatrzność daje nam". Zgodnie ze zrębami gramatyki kognitywnej, semantycznie dawać jest bliskie istnieniu.

## Zdanie egzystencjalne w języku polskim
Pewien typ zdań wskazuje jedynie na istnienie pewnej rzeczy bądź zjawiska. Zdanie egzystencjalne może zawierać informacje dotyczące lokalizacji przedmiotu (zdanie lokatywne) lub aktualnym usytuowaniu. Obok czasownika "być" stosuje się wtedy "stać". "siedzieć" i inne. 

## Zdanie egzystencjalne w języku rosyjskim
W języku rosyjskim klasyczne zdanie egzystencjalne według teorii lingwistycznych w ujęciu struktur znaczeniowych (a nie abstrakcyjno-gramatycznych) i składowych semantycznych zawiera trzy podstawowe komponenty: jeden wskazujący obszar (przestrzenny – i ten jest przeważający dla języka rosyjskiego, lub temporalny) istnienia lub przebywania, drugi – istniejący w danym obszarze obiekt (lub klasa obiektów), a trzeci – fakt istnienia, przebywania lub posiadania. Jednocześnie wskazywane jest, że o ile dwa pierwsze komponenty zdań egzystencjalnych (bytowych) są w języku rosyjskim nadzwyczaj mobilne i podlegają nieustannym zmianom, to komponent trzeci, potwierdzający ideę istnienia, jest względnie niezmienny. 
Jako przykłady zdań bytowych są podawane zdania poniższe:
- Давно тому назад, в городе Тифлисе [obszar], жил [istnienie] один богатый турок [obiekt]. (Dawno temu w Tyflisie mieszkał pewien bogaty Turek)
- В этих местах есть  лисы. (W tych miejscach są lisy)
- Есть у меня одно тайное желание. (Mam jedno tajne życzenie)
- Вдруг звонок в дверь. (Nagle dzwonek do drzwi)

## Zdanie egzystencjalne w języku szwedzkim
W języku szwedzkim zdanie egzystencjalne uzyskuje się przy pomocy konstrukcji bezpodmiotowej det finns (w czasie przeszłym det fanns): det finns en gris i trädgården. Dodatkowo wprowadzony element nowy, nieznany występuje w formie nieokreślonej. Możliwe są również inne czasowniki: står, sitter, ligger, hänger: Det sitter tre män i vår trädgård (w naszym ogrodzie siedzą trzej mężczyźni).

## Zdanie egzystencjalne w języku włoskim
W języku włoskim występuje konstrukcja z czasownikiem eserci (używana tylko w trzecie osobie obu liczb), np. C'è la gente. – Tu są ludzie.